# Olympische Jugend-Winterspiele 2012/Teilnehmer (Neuseeland)
| Gelbes Symbol für Goldmedaillen mit stilisierten Olympischen Ringen | Graues Symbol für Silbermedaillen mit stilisierten Olympischen Ringen | Braundes Symbol für Bronzemedaillen mit stilisierten Olympischen Ringen |
| ------------------------------------------------------------------- | --------------------------------------------------------------------- | ----------------------------------------------------------------------- |
| —                                                                   | —                                                                     | —                                                                       |

Neuseeland nahm an den Olympischen Jugend-Winterspielen 2012 in Innsbruck mit 15 Athleten in sieben Sportarten teil.

## Sportarten

### Biathlon
| Athleten       | Wettbewerb        | Zeit (Schießfehler) | Rang |
| -------------- | ----------------- | ------------------- | ---- |
| Mädchen        |                   |                     |      |
| Olivia Thomson | 6 km Sprint       | 23:41,4 min (1)     | 45   |
| Olivia Thomson | 7,5 km Verfolgung | 41:40,3 min (2)     | 45   |

### Curling
| Athleten                                                | Wettbewerb | Gruppenrunde | Gruppenrunde | Viertelfinale      | Viertelfinale      | Halbfinale         | Halbfinale         | Spiel um Bronze    | Spiel um Bronze    | Spiel um Bronze |
| Athleten                                                | Wettbewerb | Siege        | Niederlagen  | Gegner             | Ergebnis           | Gegner             | Ergebnis           | Gegner             | Ergebnis           | Rang            |
| ------------------------------------------------------- | ---------- | ------------ | ------------ | ------------------ | ------------------ | ------------------ | ------------------ | ------------------ | ------------------ | --------------- |
| Gemischt                                                |            |              |              |                    |                    |                    |                    |                    |                    |                 |
| Luke Steele, Eleanor Adviento, David Weyer, Kelsi Heath | Team       | 2            | 5            | nicht qualifiziert | nicht qualifiziert | nicht qualifiziert | nicht qualifiziert | nicht qualifiziert | nicht qualifiziert |                 |

### Eishockey
| Athleten       | Wettbewerb       | Qualifikation | Qualifikation | Finale | Finale |
| Athleten       | Wettbewerb       | Punkte        | Rang          | Punkte | Rang   |
| -------------- | ---------------- | ------------- | ------------- | ------ | ------ |
| Jungen         |                  |               |               |        |        |
| Callum Burns   | Skills-Challenge | 21            | 4             | 19     | 4      |
| Mädchen        |                  |               |               |        |        |
| Libby-Jean Hay | Skills-Challenge | 15            | 8             | 12     | 8      |

### Freestyle-Skiing

#### Halfpipe
| Athleten         | Wettbewerb | Qualifikation | Qualifikation | Finale             | Finale             |
| Athleten         | Wettbewerb | Punkte        | Rang          | Punkte             | Rang               |
| ---------------- | ---------- | ------------- | ------------- | ------------------ | ------------------ |
| Jungen           |            |               |               |                    |                    |
| Beau-James Wells | Halfpipe   | 82,50 Punkte  | 1             | 85,50 Punkte       | 4                  |
| Mädchen          |            |               |               |                    |                    |
| Samantha Poots   | Halfpipe   | 52,00 Punkte  | 7             | nicht qualifiziert | nicht qualifiziert |

#### Skicross
| Athleten       | Wettbewerb | Qualifikation | Qualifikation | Vorlauf  | Vorlauf  | Halbfinale | Finale   |
| Athleten       | Wettbewerb | Zeit          | Rang          | Punkte   | Rang     | Position   | Position |
| -------------- | ---------- | ------------- | ------------- | -------- | -------- | ---------- | -------- |
| Jungen         |            |               |               |          |          |            |          |
| Samuel Andrews | Skicross   | 1:02,74 min   | 18            | Abgesagt | Abgesagt | Abgesagt   | Abgesagt |

### Rennrodeln
| Athleten      | Wettbewerb | Durchgang 1 | Durchgang 2 | Gesamt       | Gesamt |
| Athleten      | Wettbewerb | Zeit        | Zeit        | Zeit         | Rang   |
| ------------- | ---------- | ----------- | ----------- | ------------ | ------ |
| Jungen        |            |             |             |              |        |
| Matheson Hill | Einsitzer  | 42,677 s    | 41,357 s    | 1:24,034 min | 25     |

### Ski Alpin
| Athleten          | Wettbewerb   | Durchgang 1 | Durchgang 2 | Gesamt      | Gesamt |
| Athleten          | Wettbewerb   | Zeit        | Zeit        | Zeit        | Rang   |
| ----------------- | ------------ | ----------- | ----------- | ----------- | ------ |
| Jungen            |              |             |             |             |        |
| Harry Izard-Price | Super-G      |             |             | 1:09,52 min | 31     |
| Harry Izard-Price | Riesenslalom | 1:00,76 min | 56,31 s     | 1:57,07 min | 14     |
| Harry Izard-Price | Slalom       | 46,12 s     | 43,05 s     | 1:29,17 min | 23     |
| Harry Izard-Price | Kombination  | 1:07,66 min | 40,62 s     | 1:48,28 min | 22     |
| Mädchen           |              |             |             |             |        |
| Piera Hudson      | Super-G      |             |             | 1:08,06 min | 17     |
| Piera Hudson      | Riesenslalom | 1:00,51 min | DNF         | -           | -      |
| Piera Hudson      | Slalom       | 47,93 s     | 41,69 s     | 1:29,62 min | 15     |
| Piera Hudson      | Kombination  | 1:07,52 min | 40,28 s     | 1:47,80 min | 16     |

### Snowboard

#### Halfpipe
| Athleten      | Wettbewerb | Qualifikation | Qualifikation | Qualifikation | Halbfinale   | Halbfinale   | Halbfinale | Finale       | Finale       | Finale |
| Athleten      | Wettbewerb | Durchgang 1   | Durchgang 2   | Rang          | Durchgang 1  | Durchgang 2  | Rang       | Durchgang 1  | Durchgang 2  | Rang   |
| ------------- | ---------- | ------------- | ------------- | ------------- | ------------ | ------------ | ---------- | ------------ | ------------ | ------ |
| Jungen        |            |               |               |               |              |              |            |              |              |        |
| Hamish Bagley | Halfpipe   | 58,50 Punkte  | 64,75 Punkte  | 5             | 40,50 Punkte | 68,50 Punkte | 5          | 57,25 Punkte | 46,25 Punkte | 10     |

#### Slopestyle
| Athleten      | Wettbewerb | Qualifikation | Qualifikation      | Qualifikation      | Finale             | Finale             | Finale             |
| Athleten      | Wettbewerb | Durchgang 1   | Durchgang 2        | Rang               | Durchgang 1        | Durchgang 2        | Rang               |
| ------------- | ---------- | ------------- | ------------------ | ------------------ | ------------------ | ------------------ | ------------------ |
| Jungen        |            |               |                    |                    |                    |                    |                    |
| Hamish Bagley | Slopestyle | DNS           | nicht qualifiziert | nicht qualifiziert | nicht qualifiziert | nicht qualifiziert | nicht qualifiziert |
| Tim Herbert   | Slopestyle | 44,50 Punkte  | 57,00 Punkte       | 10                 | nicht qualifiziert | nicht qualifiziert | nicht qualifiziert |